# Třetí Polská republika
Třetí Polská republika (polsky III Rzeczpospolita) je termín, jímž se někdy označuje období v Polsku po pádu komunismu v roce 1989 (z hlediska mezinárodního a státního práva není mezi komunistickou Polskou lidovou republikou a následnou demokratickou Polskou republikou žádný předěl). Vzhledem k postupnému procesu rozkladu komunistického režimu není ovšem jasné, od kdy přesně by „třetí republika“ měla existovat. Jako data počátku tzv. třetí republiky se uvádějí vítězství Solidarity v polských (polo)svobodných volbách 4. června 1989, jmenování nekomunisty Tadeusze Mazowieckého premiérem 24. srpna 1989, novelizace ústavy měnící oficiální název státu na Rzeczpospolita Polska 29. prosince 1989 nebo dokonce až 22. prosinec 1990, kdy exilový prezident předal odznaky moci během inaugurace polského prezidenta Lecha Wałęsy. Tehdy Wałęsa pronesl slova „touto chvílí slavnostně začíná III. polská republika“. 
Existují rovněž dva přístupy k otázce, zda třetí republika dosud existuje. Podle jednoho pohledu ano, podle jiného zanikla v důsledku změn, jenž do polské politiky a struktury státu vnesla strana Právo a spravedlnost (PiS) bratrů Kaczyńských. Právě PiS prosazovalo pojetí, že roku 2005, s jeho nástupem k moci, třetí republika zanikla a nahradila ji tzv. čtvrtá Polská republika (IV Rzeczpospolita).